# Пол Біттнер
Пол Біттнер (англ. Paul Bittner; 4 листопада 1996, м. Крукстон, США) — американський хокеїст, лівий нападник. Виступає за «Портленд Вінтергокс» у Західній хокейній лізі.  
Виступав за «Портленд Вінтергокс» (ЗХЛ).
Досягнення
- Чемпіон ЗХЛ (2013)